# Kolp
Kolp (rusky Колпь) je řeka ve Vologdské a v Leningradské oblasti v Rusku. Je dlouhá 254 km. Plocha povodí měří 3730 km².

## Průběh toku
Pramení na Vepsovské vysočině a protéká Mologošeksninskou nížinou. Ústí zprava do Sudy (povodí Volhy).

## Vodní režim
Zdrojem vody jsou sněhové srážky. Průměrný průtok vody ve vzdálenosti 30 km od ústí činí 25,2 m³/s. Zamrzá v listopadu a rozmrzá ve druhé polovině dubna až na začátku května. V dubnu a v květnu dosahuje nejvyšších vodních stavů.

## Využití
Řeka je sjízdná pro vodáky. Leží na ní město Babajevo.